# Fernando Atzori
Pour les articles homonymes, voir Atzori.
Fernando Atzori (né le 1er juin 1942 à Ales en Sardaigne et mort le 9 novembre 2020 à Florence,) est un boxeur italien.

## Biographie
Fernando Atzori devient champion olympique des poids mouches aux Jeux de Tokyo en 1964 après sa victoire en finale contre le Polonais Artur Olech. Atzori passe professionnel l'année suivante et remporte le titre de champion d'Europe poids mouches EBU en 1967 et 1973.

## Parcours auxJeux olympiques
Jeux olympiques d'été de 1964 à Tokyo (poids mouches) :
- Bat Mahmoud Mersal (Égypte) 5-0
- Bat Darryl Norwood (Australie) 5-0
- Bat John McCafferty (Irlande) 5-0
- Bat Bob Carmody (États-Unis) 4-1
- Bat Artur Olech (Pologne) 4-1